# Imari

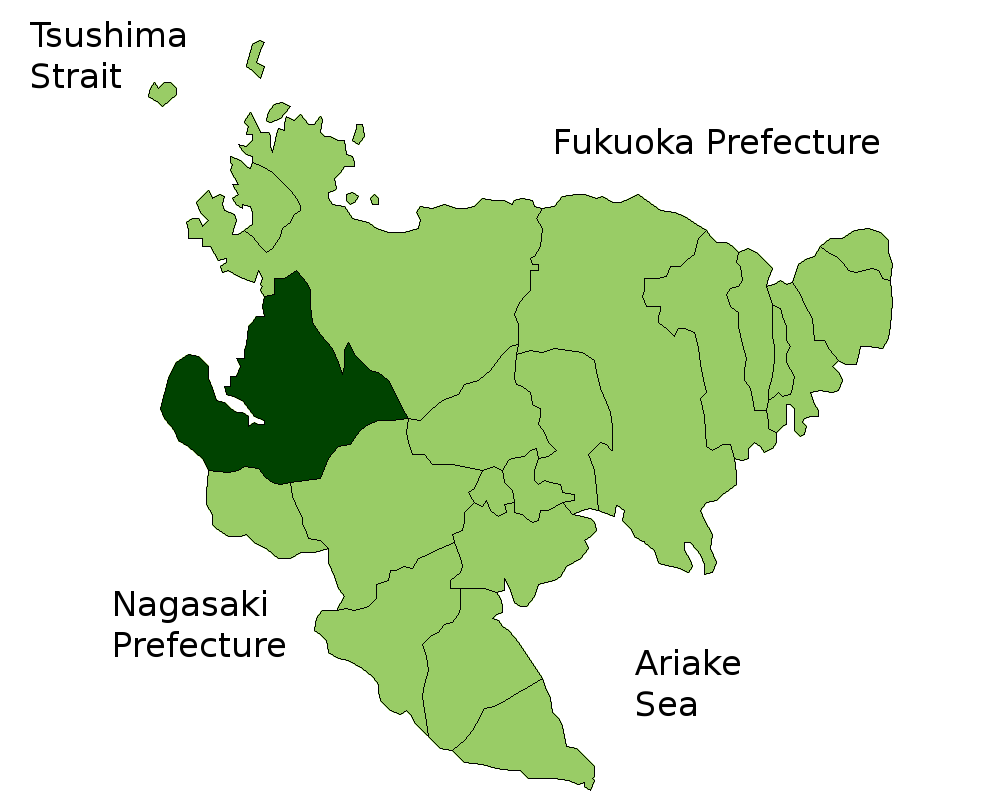
Imari dans la préfecture de Saga (2006).

Imari (伊万里市, Imari-shi) est une ville portuaire du Japon méridional, située dans la préfecture de Saga, sur l'île de Kyūshū.

## Géographie

### Démographie
En 2010, la population d'Imari était estimée à 57 153 habitants, répartis sur une superficie de 254,99 km2 (densité de population de 224 hab./km2).

## Histoire
La ville moderne d'Imari est fondée le 1er avril 1954.

## Culture locale et patrimoine
La ville d'Imari se trouve au cœur d'un patrimoine mondial de la céramique et est réputée pour avoir exporté pendant des siècles, vers l'Europe, de la porcelaine fabriquée à quelques kilomètres dans les terres, à Arita, et appelée « porcelaine d'Imari ». Les fours ont existé à Imari pour répondre aux commandes européennes produites sur le site d'Arita, mais leur nombre reste anecdotique. Ce port a donné son nom à un style de décor très célèbre dans le monde entier.

## Transports
La ville est desservie par la ligne Chikuhi de la JR Kyushu et la ligne Nishi-Kyūshū de la Matsuura Railway. La gare d'Imari est la principale gare de la ville.

## Personnalités liées à la ville
- Ryosuke Mizumachi, joueur de basket-ball[1],[2]